# Mukawa (Hokkaido)
Mukawa (jap. むかわ町 Mukawa-chō) – miasto w Japonii, w prefekturze Hokkaido, w podprefekturze Iburi. Według danych na rok 2020 miejscowość zamieszkiwało 7 651 mieszkańców , a gęstość zaludnienia wyniosła 10,8 os./km².